# Mathilde Serrell
Pour les articles homonymes, voir Serrell.
Mathilde Serrell est une journaliste française, chroniqueuse radio et télévision.

## Biographie
Mathilde Serrell étudie dans un lycée catholique à Paris, puis après hypokhâgne suit un cursus universitaire de lettres. Son mémoire de fin d'études porte sur Pierre Drieu la Rochelle.

## Carrière
Elle commence par rédiger des chroniques pour le site internet du Monde, puis effectue des piges pour Blast en 2003. Elle rejoint la même année Radio Nova, dont le directeur de programmes, Marc-Alexandre Millanvoye, est le frère du coordinateur de la rédaction de Blast, Julien Millanvoye. D’abord reporter et chroniqueuse, elle réalise entre autres des reportages sur des groupes d'activistes. En 2005, elle succède à Tania Bruna-Rosso, partie à Canal+, en tant que co-animatrice (avec Emmanuel de Brantes) de l'émission de 17 heures à 20 heures Work in Progress. De 2006 à 2009, elle est à La Matinale, puis élargit ses fonctions à la station en manageant les journalistes de Nova. 
En 2010, contactée par Renaud Le Van Kim, elle fait une première expérience à la télévision pour l'émission d'Arte 28 minutes. La direction de Nova ne lui permettant pas de partager son temps, elle refuse un poste de chroniqueuse dans Le Grand Journal que Le Van Kim lui propose en 2009. Fin 2012, elle quitte finalement Nova pour devenir rédactrice en chef du Before sur Canal+, nouvelle émission quotidienne entre 18 et 19 heures. Durant la saison 2014-2015, elle passe au poste de chroniqueuse pop-culture de l'émission Le Grand Journal, présentée par Antoine de Caunes. Elle a alors 34 ans. 
De retour à la radio, elle est recrutée sur France Culture où elle co-anime pendant deux ans une émission quotidienne d’interviews, « Ping-Pong ». À la rentrée 2017, elle rejoint l’équipe des Matins auprès de Guillaume Erner et se consacre à un billet culturel quotidien.
En août 2020, elle est recrutée dans Le Sept neuf de France Inter, où elle assure du lundi au jeudi une chronique musicale intitulée Le Mur du son,.
A la rentrée 2023, elle présente à la fois la chronique "Un Monde Nouveau" à 8h50, et le magazine culturel "Nouvelles têtes" à 9h50 dans le tout nouveau format 7/10 (7h-10h) de la matinale présentée par Nicolas Demorand, Léa Salamé et Sonia Devillers.

## Ouvrages
- Mathilde Serrell, Combats, éditions Nova, 6 octobre 2010, 223 p. (ISBN 978-2360150113).